# Забуковє-при-Ракі
Забуковє-при-Ракі (словен. Zabukovje pri Raki) — поселення в общині Кршко, Споднєпосавський регіон, Словенія. Висота над рівнем моря: 234,3 м.